# Friedrich Gollwitzer

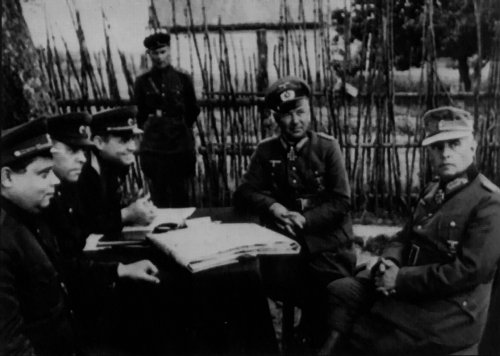
General Friedrich Gollwitzer (vorn rechts) während seiner Gefangennahme nach der Kesselschlacht von Witebsk vor den sowjetischen Generälen (v. rechts) Iwan Tschernjachowski, Alexander Wassilewski und Wassili Emeljanowitsch Makarow (28. Juni 1944)

Friedrich Gollwitzer (* 27. April 1889 in Bullenheim; † 25. März 1977 in Amberg) war ein deutscher General der Infanterie im Zweiten Weltkrieg.

## Leben
Gollwitzer begann seine Militärkarriere am 1. August 1908 mit dem Eintritt als Fahnenjunker in das 13. Infanterie-Regiment „Franz Joseph I., Kaiser von Österreich und Apostolischer König von Ungarn“ der Bayerischen Armee. Nach dem Besuch der Kriegsschule München wurde er am 23. Oktober 1910 zum Leutnant befördert. Als solcher folgte am 28. Mai 1913 seine Versetzung in das 3. Pionier-Bataillon.
Mit Ausbruch des Ersten Weltkriegs ernannte man Gollwitzer zum Adjutanten des Ersatz-Bataillons. In gleicher Funktion kam er Mitte Januar 1915 zum 2. Reserve-Pionier-Bataillon ins Feld und wurde dort am 1. Juni 1915 zum Oberleutnant befördert. Den Krieg beendete Gollwitzer als Hauptmann, ausgezeichnet mit beiden Klassen des Eisernen Kreuzes und dem Militärverdienstorden IV. Klasse mit Schwertern, beim Stab des Generals der Pioniere 6.
Nach Ende des Krieges wechselte er in die Reichswehr und diente in verschiedenen Einheiten. Er führte im Zweiten Weltkrieg als Kommandeur die 88. Infanterie-Division und erhielt für seine Leistungen neben dem Deutschen Kreuz in Gold am 8. Februar 1943 auch das Ritterkreuz des Eisernen Kreuzes Später im Krieg wirkte Gollwitzer als Kommandierender General des LIII. Armeekorps. In dieser Funktion geriet er am 28. Juni 1944 während der Operation Bagration in sowjetische Kriegsgefangenschaft, aus der er am 6. Oktober 1955 entlassen wurde.
Im Jahre 1969 leitete die Staatsanwaltschaft in Amberg ein Gerichtsverfahren gegen ihn ein, weil er im September 1939 als Kommandeur des 41. Infanterie-Regiments seinen Soldaten den Befehl erteilt hatte, 18 Einwohner des polnischen Dorfes Torzeniec zu erschießen. Er begründete seine Entscheidung mit dem Angriff polnischer Partisanen auf sein Regiment. Das Gerichtsverfahren wurde anschließend eingestellt.